# Uėl'-Siktjach
L'Uėl'-Siktjach (in russo Уэль-Сиктях?) è un fiume della Russia siberiana nordorientale, affluente di destra della Lena. Scorre nel Bulunskij ulus della Sacha (Jacuzia).

## Descrizione
L'Uėl'-Siktjach ha origine dalla confluenza dei due rami sorgentizi Yras-Siktjach e Daldyndja che scendono dai monti Džardžanskij (una cresta dei monti di Verchojansk), scorre in direzione ovest, successivamente svolta a nord-est parallelamente alla direzione della Lena e infine a nord-ovest a sfociare in essa a 383 km dalla sua foce.
La lunghezza del fiume è di 247 km, l'area del suo bacino è di 6 630 km². La larghezza del fiume nel corso inferiore è di 104 metri, la profondità è di 2 metri.